# ائتمان تجاري
الائتمان التجاري هو الاستخدام الأكبر لرأس المال بالنسبة لمعظم البائعين العاملين بنظام أعمال لأعمال (B2B) في الولايات المتحدة ويُعد مصدرًا هامًا لرأس المال بالنسبة لمعظم الشركات. على سبيل المثال، استخدمت شركة وول مارت، صاحبة أكبر متاجر للبيع بالتجزئة في العالم، الائتمان التجاري كمصدر لرأس المال أكبر من القروض البنكية؛ ويُعتبر الائتمان التجاري لشركة وول مارت 8 أضعاف قيمة رأس المال المستثمر من قِبل المساهمين.
بالنسبة لكثير من المقترضين في العالم النامي، فإن الائتمان التجاري يكون بمثابة مصدر قيم للبيانات البديلة للقروض الشخصية وقروض الأعمال الصغيرة.[بحاجة لمصدر]
وهناك العديد من أشكال الائتمان التجاري شائعة الاستعمال. فالعديد من الصناعات تستخدم أشكالًا متخصصة متنوعة. ويتمتعون، كقاسم مشترك بينهم، بتعاون الشركات لتحقيق الاستخدام الفعال لرأس المال لإنجاز العديد من الأهداف التجارية.

## مثال
قد يوقع مشغل كُشك الآيس كريم اتفاقية امتياز، يوافق بموجبها الموزع على توفير مخزون الآيس كريم بموجب شروط «دفع صافي المبلغ خلال 60 يومًا» مع تخفيض عشرة في المائة على السداد خلال 30 يومًا وتخفيض بنسبة 20% على السداد في غضون 10 أيام. وهذا يعني أن لدى المشغل 60 يومًا لسداد الفاتورة بالكامل. وإذا كانت المبيعات جيدة خلال الأسبوع الأول، فقد يتمكن المشغل من إرسال شيك عن كامل الفاتورة أو عن جزء منها محققًا بذلك توفيرًا بنسبة 20% على الآيس كريم الذي يُباع. ومع ذلك، إذا كانت المبيعات بطيئة، الأمر الذي يؤدي إلى بطء التدفق النقدي على مدى الشهر، فقد يقرر المشغل عندئذٍ الدفع في غضون 30 يومًا، والحصول على تخفيض بنسبة 10% أو استخدام الأموال لمدة 30 يومًا أخرى وسداد كامل الفاتورة في غضون 60 يومًا.
ويمكن لموزع الآيس كريم فعل الشيء ذاته. وتلقي ائتمان تجاري من موردي اللبن والسكر بشروط دفع صافي المبلغ خلال 30 يوما، أي تخفيض بنسبة 2% إذا تم الدفع في غضون 10 أيام، يعني أنهم على ما يبدو يشطبون خسارة أو وضعًا غير ملائم في هذه الشبكة من أرصدة الائتمان التجاري. لماذا يفعلون هذا؟ أولًا، لديهم رفع للسعر بشكل كبير على المكونات وتكاليف الإنتاج الأخرى للآيس كريم التي يبيعونها للمشغل. وهناك العديد من الأسباب والسبل اللازمة لإدارة مدد الائتمان التجاري لفائدة أحد الأعمال. قد يتمتع موزع الآيس كريم بمستوى جيد من الرسملة إما من قِبل استثمار الملاك أو من الأرباح، وربما يتطلع لتوسيع نطاق الأسواق الخاصة به. وربما يكونون حادي الطباع في محاولة تحديد عملاء جدد أو للمساعدة في ترسيخ مكانتهم. وليس من اهتماماتهم بالنسبة للعملاء أن الخروج من الأعمال نتيجة عدم استقرار التدفق النقدي، لذا فإن شروطهم المالية تهدف إلى تحقيق شيئين:
1. إتاحة القدرة لمحلات الآيس كريم الناشئة على إساءة إدارة استثمارهم في المخزون لبعض الوقت، وذلك أثناء التعرف على أسواقهم، دون وجود رصيد سلبي كبير في حساباتهم المصرفية على نحو قد يؤدي إلى خروجهم من الأعمال. وهذا في واقع الأمر عبارة عن قرض أعمال قصير الأجل الهدف منه هو توسيع نطاق سوق الموزع وقاعدة عملائه.
2. وبتتبع الشخص الذي يدفع، وتوقيت الدفع، يمكن للموزع رؤية المشاكل المحتملة الناشئة واتخاذ خطوات لتقليل أو زيادة مبلغ الائتمان التجاري المسموح به الذي يقوم بتوسيع نطاقه لتحقيق أرباح أو التعرض لخسائر من العملاء الذين يتعرضون للإفلاس ممن لن يدفعوا أبدًا قيمة الآيس كريم الذي تم تسليمه لهم.

## البدائل
أحد البدائل للائتمان التجاري الصريح هو عندما يقدم أحد الموردين عرضًا لإعطاء المنتج برسم الإيداع لأحد التجار، على سبيل المثال أحد محلات الهدايا. وشروط الاتفاق تعني أن المورد الأصلي يحتفظ بملكية البضائع حتى يبيعها المحل.